# Гран-прі ISD 2015

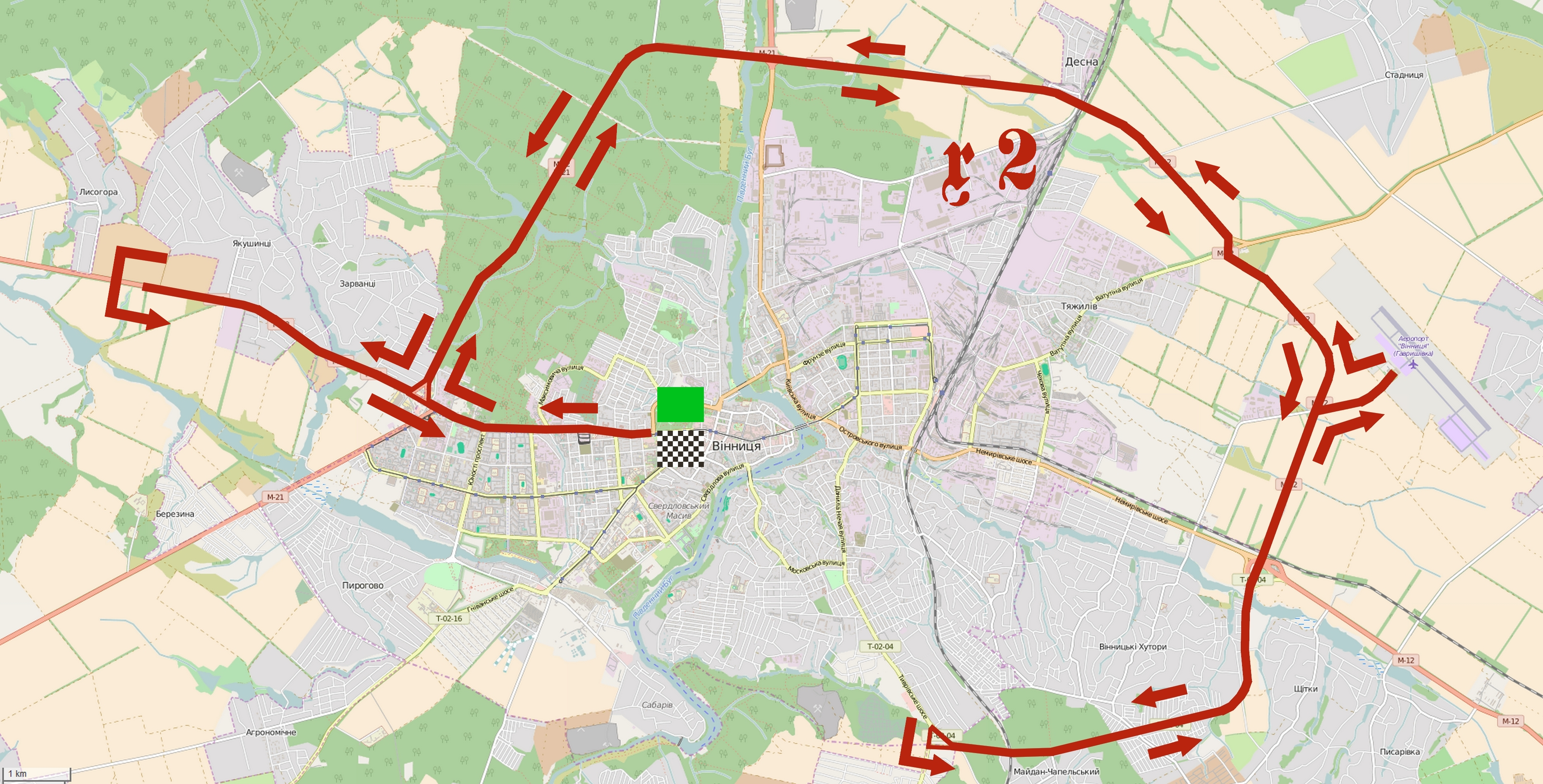
Маршрут велогонки Гран-прі ISD 2015

1-й розіграш Гран-прі ISD відбувся 7 червня 2015 року. Перегони є частиною календаря UCI Europe Tour 2015 та мають категорію 1.2.
Гонку виграв українець Андрій Хрипта (Kyiv Capital Racing), який на вісім секунд випередив свого земляка Олександра Поливоду (Kolss-BDC) та на дві хвилини й 31 секунду групу з чотирьох спринтерів на чолі з іншим українцем Максимом Васильєвим (ISD Continental).

## Презентація
Гонка відбувається на наступний день після завершення Гран-прі Вінниці.

## Маршрут
Маршрут складається з ділянки, яку необхідно пройти двічі, вперед й назад.

## Команди
Гран-прі ISD, маючи категорію 1.2 Європейського туру UCI, дозволяло участь професіональних українських континентальних команд, континентальних команд, національних команд, а також регіональних та клубних команд.
У розіграші 2015 року взяли участь 14 команд: 7 континентальних команд, три національні команди та 4 регіональні/клубні команди:
Континентальні команди
- Ex23-Saroni Factory — EXP;
- SD–Jorbi Continental Team — ISD;
- Kolss Cycling Team — KLS;
- Kyiv Capital Racing — KCR;
- Minsk Cycling Club — MCC;
- Tuşnad Cycling Team — TCT;
- Vino–Astana Motors — V4E.

Національна команда
- Білорусь — BLR;
- Молдова — MDA;
- Україна — UKR;

Регіональні команди
- — «Атлет» — ATH;
- — «Кременчук» — KRT;
- — «Промінь» — PRM
- — СДЮШОР-3 (Тирасполь) — SDU.

## Призовий фонд
Двадцять призів присуджуються за шкалою UCI. Призовий фонд турніру — 61 010 євро.
- 1-е місце — 2 425 €;
- 2-е місце — 1 210 €;
- 3-є місце — 607 €;
- 4-е місце — 305 €;
- 5-е місце — 240 €;
- 6-е місце — 180 €;
- 7-е місце — 180 €;
- 8-е місце — 118 €;
- 9-е місце — 118 €;
- 10-20-і місця — 57 €;

## Склади команд
Tuşnad Cycling Team
- 1)  Артем Топчанюк Н/Г
- 2)  Абел Кеньєреш 47-е
- 3)  Том Боссіс 19-е
- 4)  Шаболч Себестьєн Д/С
- 5)
- 6) 
  - Спортивний директор: Флорен Оро

Kolss Cycling Team
- 11)  Віталій Буць чем. Н/Г
- 12)  Денис Костюк 6-е
- 13)  |Андрій Василюк 13-е
- 14)  Олександр Поливода 2-е
- 15)  [[Сергій Лагкуті|Сергій Лагкуті]] 5-е
- 16)  Андрій Кулик 30-е
  - Спортивний директор: Геннадій Сокоренко

Кременчук
- 21)  Микола Панібратець 41-е
- 22)  Богдан Парфенюк 27-е
- 23)  Тарас Парфенюк 24-е
- 24)  Богдан Ряпосов 26-е
- 25)  Євгеній Манько 20-е
- 26) 
  - Спортивний директор: Олександр Радченко

СДЮСШОР-3 Тирасполь
- 31)  Андрій Чебан Д/С
- 32)  Андрій Ковальчук 36-е
- 33)  Денис Базелюк 50-е
- 34)  Станіслав Єфімов Д/С
- 35)
- 36) 
  - Спортивний директор: Валерій Запорожан

Збірна України
- 41)  Дмитро Тітаренко 23-е
- 42)  Тимур Русія Н/Г
- 43)  Артем Теслер 12-е
- 44)  Володимир Гоменюк 10-е
- 45)  Володимир Дюдя Н/Г
- 46)  Олександр Шедюк 31-е
  - Спортивний директор: Кирило Поспєєв

Vino 4-ever
- 51)  Тарас Воропаєв 46-е
- 52)  Владислав Філіпович 43-є
- 53)  Дмитро Лук'янов 15-е
- 54)  Сергій Влассенко 32-е
- 55)  Віталій Звєрєв 35-е
- 56) 
  - Спортивний директор: Володимир Волошин

Ex23-Saroni Factory
- 61)  Ян Вала 40-е
- 62)  Юрій Юрецка 33-є
- 63)  Каміл Юганяк Д/С
- 64)  Лукаш Папула 29-е
- 65)
- 66)
  - Спортивний директор: Франтішек Дрбоглав

ISD Continental
- 71)  Володимир Джус 8-е
- 72)  Максим Васильєв 3-є
- 73)  Тимур Малєєв 18-е
- 74)  Анатолій Пахтусов 16-е
- 75)  Ілля Клеріков Н/Г
- 76)
  - Спортивний директор: Микола Мирса

Kyiv Capital Racing
- 81)  Валерій Тарадай Н/Г
- 82)  Павло Бондаренко Н/Г
- 83)  Андрій Хрипта 1-е
- 84)  Олексій Касьянов Н/Г
- 85)  Даніїл Кондаков Н/Г
- 86) 
  - Спортивний директор: Михайло Суралов

Атлет
- 91)  Андрій Гладкий 37-е
- 92)  Максим Самолюк 38-е
- 93)  Ігор Вознюк 45-е
- 94)  Роллі Вівер 21-е
- 95)  Станіслав Рудий 48-е
- 96) 
  - Спортивний директор: Олег Березовський

Minsk Cycling Club
- 101)  Олександр Кучинський 4-е
- 102)  Сергій Попок Н/Г
- 103)  Андрій Красільніков 7-е
- 104)  Костянтин Кліменков Н/Г
- 105)  Станіслав Божков 9-е
- 106) 
  - Спортивний директор: Руслан Підгорний

Промінь
- 111)  Артур Цвєтков 42-е
- 112)  Євгеній Андрійчук Н/Г
- 113)  Олексій Панасенко Н/Г
- 114)  Кирило Рагозін 25-е
- 115)
- 116)
  - Спортивний директор: Микола Гоменюк

збірна Молдови
- 121)  Євгеній Березучий 49-е
- 122)  Андрій Врабій Д/С
- 133)  Думітру Бумбу 28-е
- 134)  Костянтин Галча
- 135)
- 136)
  - Спортивний директор: Александру Оала

збірна Білорусі
- 131)  Костянтин Будкевич 39-е
- 132)  Владислав Яночкін 11-е
- 133)  Сергій Котов Д/С
- 134)  Олександр Песецький 14-е
- 135)  Дмитро Жигунов
- 136) 
  - Спортивний директор: Євгеній Сенюшкін

Примітки
- Н/Г — позначає спортсмена, який не завершив гонку.
- Д/С — позначає спортсмена, який завершив гонку вчасно.